# Lijst van Waalse ministers van Sociale Zaken en Gezondheid
Dit is een lijst van ministers van Sociale Zaken en Gezondheid in de Waalse regering. 

## Lijst
| Nr. | Minister | Minister                    | Partij | Partij      | Begin             | Einde             | Regering(en)                    | Bevoegdheid                                 |
| --- | -------- | --------------------------- | ------ | ----------- | ----------------- | ----------------- | ------------------------------- | ------------------------------------------- |
| 1   |          | Robert Collignon (1943)     |        | PS          | 30 oktober 1993   | 25 januari 1994   | Spitaels                        | Sociale Actie en Gezondheid                 |
| 2   |          | Willy Taminiaux (1939-2018) |        | PS          | 25 januari 1994   | 12 juli 1999      | Collignon I, II                 | Sociale Actie en Gezondheid                 |
| 3   |          | Thierry Detienne (1959)     |        | Ecolo       | 15 juli 1999      | 19 juli 2004      | Di Rupo I, Van Cauwenberghe I   | Sociale Aangelegenheden en Gezondheid       |
| 4   |          | Christiane Vienne (1951)    |        | PS          | 19 juli 2004      | 20 juli 2007      | Van Cauwenberghe II, Di Rupo II | Gezondheid, Sociale Actie en Gelijke Kansen |
| 5   |          | Paul Magnette (1971)        |        | PS          | 20 juli 2007      | 21 december 2007  | Demotte I                       | Gezondheid, Sociale Actie en Gelijke Kansen |
| 6   |          | Didier Donfut (1956)        |        | PS          | 8 januari 2008    | 12 mei 2009       | Demotte I                       | Gezondheid, Sociale Actie en Gelijke Kansen |
| 7   |          | Rudy Demotte (1963)         |        | PS          | 14 mei 2009       | 15 juli 2009      | Demotte I                       | Gezondheid, Sociale Actie en Gelijke Kansen |
| 8   |          | Éliane Tillieux (1966)      |        | PS          | 15 juli 2009      | 22 juli 2014      | Demotte II                      | Gezondheid, Sociale Actie en Gelijke Kansen |
| 9   |          | Maxime Prévot (1978)        |        | cdH         | 22 juli 2014      | 28 juli 2017      | Magnette                        | Gezondheid en Sociale Actie                 |
| 10  |          | Alda Greoli (1962)          |        | cdH         | 28 juli 2017      | 13 september 2019 | Borsus                          | Sociale Actie, Gezondheid en Gelijke Kansen |
| 11  |          | Christie Morreale (1977)    |        | PS          | 13 september 2019 | 15 juli 2024      | Di Rupo III                     | Sociale Zaken, Gezondheid en Gelijke Kansen |
| 12  |          | Valérie De Bue (1966)       |        | MR          | 13 september 2019 | 15 juli 2024      | Di Rupo III                     | Kinderbijslag                               |
| 13  |          | Yves Coppieters (1968)      |        | Les Engagés | 15 juli 2024      | heden             | Dolimont                        | Gezondheid en Sociale Actie                 |